# Il crepuscolo degli idoli
(Sentenze e frecce)
Crepuscolo degli idoli (titolo originale Götzen-Dämmerung) è un libro di Friedrich Nietzsche, scritto nel 1888, e pubblicato nel 1889.
Originalmente intitolato Ozio di uno psicologo, fu poi rinominato  Crepuscolo degl'idoli; come si filosofa col martello. Quest'ultimo titolo, in tedesco, è un gioco di parole sul titolo di un'opera di Richard Wagner, Il crepuscolo degli dei (Götterdämmerung).
Nietzsche critica la cultura tedesca dell'epoca, bollandola come grezza e lancia alcune frecciate di disapprovazione anche alle figure culturali della Francia, della Gran Bretagna e dell'Italia. Contro questi presunti rappresentanti della decadenza culturale, Nietzsche plaude a Cesare, a Napoleone, a Goethe, a Dostoevskij, a Tucidide, a Sallustio ed ai sofisti, visti come tipi umani più forti e più sani. In questo libro, Nietzsche espone la trasvalutazione di tutti i valori, quale suo ultimo e più importante progetto e dà una lettura del passato, nella quale, per una volta, i Romani prevalgono sui Greci, anche da un punto di vista culturale.
Egli stabilisce, all'inizio della sezione Il problema di Socrate, che il valore della vita è inestimabile ed ogni giudizio relativo ad esso rivela la tendenza a negare la vita o ad affermarla. Egli prova a mostrare come i filosofi da Socrate in poi fossero decadenti ed usassero la dialettica come uno strumento per l'autoconservazione, mentre l'autorità della tradizione perdeva, via via, d'importanza. Nel capitolo I quattro grandi errori, suggerisce che la gente, soprattutto i Cristiani, confonde l'effetto con la causa e che essi proiettano il proprio ego, la propria soggettività sulle altre cose, così creando il concetto illusorio dell'essere e, quindi, anche di Dio. Nietzsche critica il concetto di responsabilità e di volontà e suggerisce come tutto sia necessario in un'unità che non può essere né giudicata né condannata.
Nel proporre che il concetto di "libero arbitrio" sia un'illusione, egli conclude che ciò che la gente, solitamente, considera "vizio" altro non sia, in effetti, che "l'incapacità di non reagire a uno stimolo". Alla luce di ciò, il concetto di "moralità" diventa un mero strumento di controllo: «la dottrina del volere è stata inventata essenzialmente allo scopo di punire, ossia allo scopo del voler trovare colpevoli».
(I quattro grandi errori)